# Arie Cornelis Kruseman

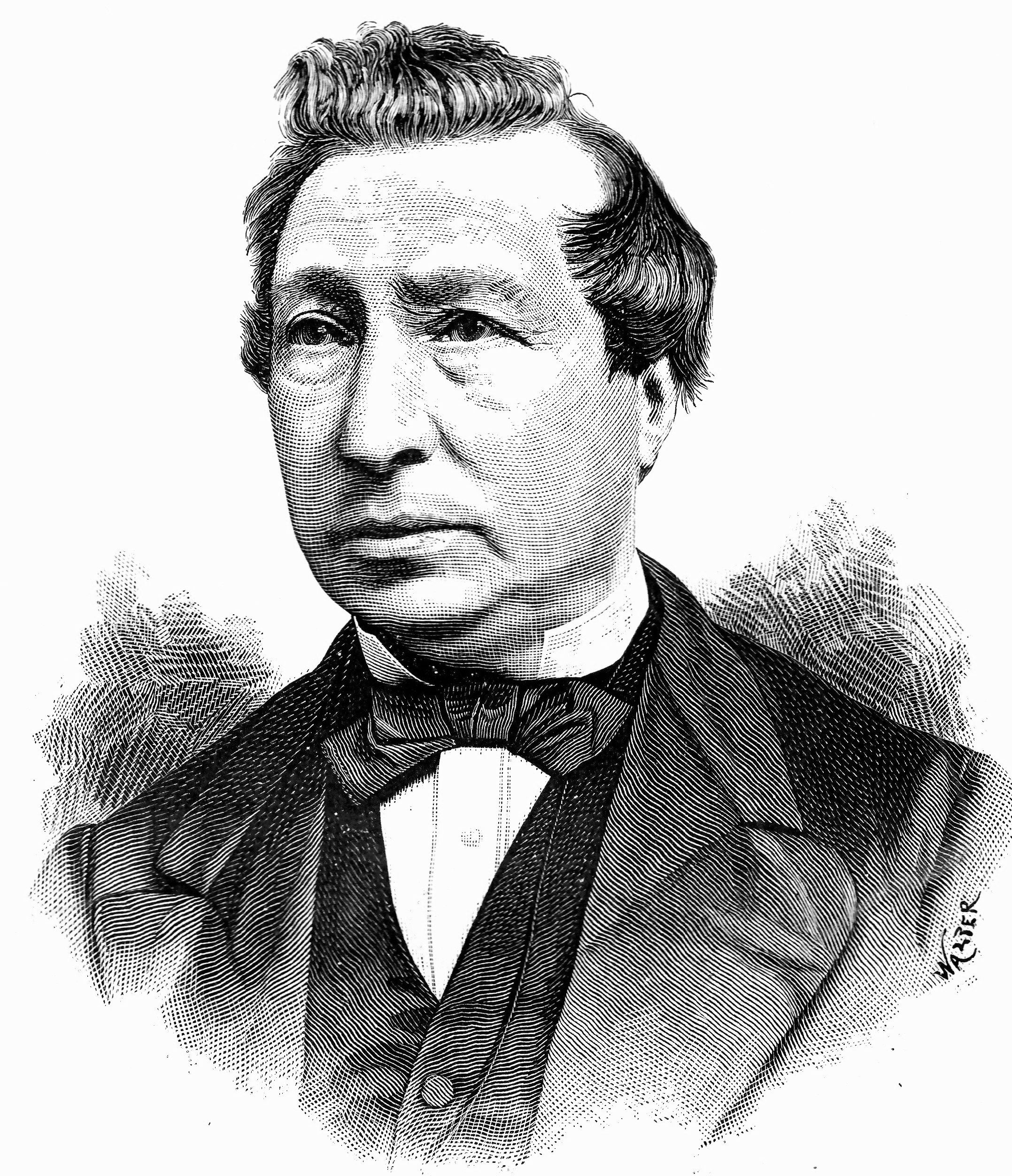
A.C. Kruseman

Arie Cornelis Kruseman (Haarlem, 11 oktober 1818 – aldaar, 15 april 1894) was een Nederlandse uitgever en telg uit de familie Kruseman.
Arie Cornelis Kruseman werd in 1818 in Haarlem geboren als zoon van Hendrik Dirk Kruseman (1778-1844) en Maria Mooij. Na zijn schooltijd in zijn geboortestad begon hij op 17-jarige leeftijd te leren voor de boekhandel, achtereenvolgens bij de Erven Bohn in Haarlem, Sybrandi en Westerman in Amsterdam, en K. Führi in Den Haag. Na afloop van zijn leertijd vestigde hij zich in 1840 als boekhandelaar in Haarlem en begon in 1850 zelf met het drukken van boeken. Nadat hij in 1857 zijn boekhandel en in 1861 zijn drukkerij had verkocht concentreerde hij zich tot 1878, hij was toen 56 jaar, op het uitgeven van boeken. In die periode associeerde hij zich, in 1874, met dr. H.D. Tjeenk Willink. Ze vormden de firma Kruseman & Tjeenk Willink. Deze firma bestond tot 1877.
Onder de door hem uitgegeven boeken bevonden zich standaardwerken als De Bibliotheek van Klassieken (1852-63); De Natuurlijke Historie van Nederland (1856-64); De kompleete Dichtwerken van Bilderdijk (1856-59); De Geschiedenis van het Nederlandsche Zeewezen (1858-62); Ons Voorgeslacht van Willem Hofdijk (1859-64); De Dichtwerken van Isaäc da Costa (1861-63).
Vanaf 1852 trad Kruseman op als uitgever van het tijdschrift 'Album der Natuur'.
In 1855 had Kruseman een briefwisseling met J.F.K. Schwaebe over het afstaan van kopijrechten over enige werken van Bilderdijk.
Door Krusemans bekendheid met alle belangrijke uitgevers en boekhandelaren uit zijn tijd had hij een gedegen kennis van de boekhandel in Nederland. Deze kennis heeft hij neergelegd in Bouwstoffen voor een Geschiedenis van den Nederlandschen Boekhandel gedurende de halve eeuw 1830-1880. Hierin heeft hij behalve een beschrijving van zijn collega's ook zijn visie gegeven op het uitgeversvak in het algemeen, en de persoonlijke rol van de uitgever in het bijzonder.
Naast zijn werk als uitgever deed hij ook veel voor de belangen van het bedrijfsleven. Hij was een actief lid van de Nederlandsche Maatschappij ter bevordering van Nijverheid. Voor deze organisatie schreef hij bijvoorbeeld het in 1862 verschenen verslag met bezwaren tegen de Patentbelasting.
A.C. Kruseman heeft per testament alle brieven en handschriften die in zijn bezit waren aan de Maatschappij der Nederlandse Letterkunde nagelaten. Dit archief is beschikbaar bij de Universiteitsbibliotheek Leiden en digitaal beschikbaar via Digital Collections
Voor zijn verdiensten is hij tot Ridder in de Orde van de Nederlandse Leeuw benoemd en heeft de stad Haarlem een straat naar hem vernoemd.